# Jesuitenkirche (Posen)

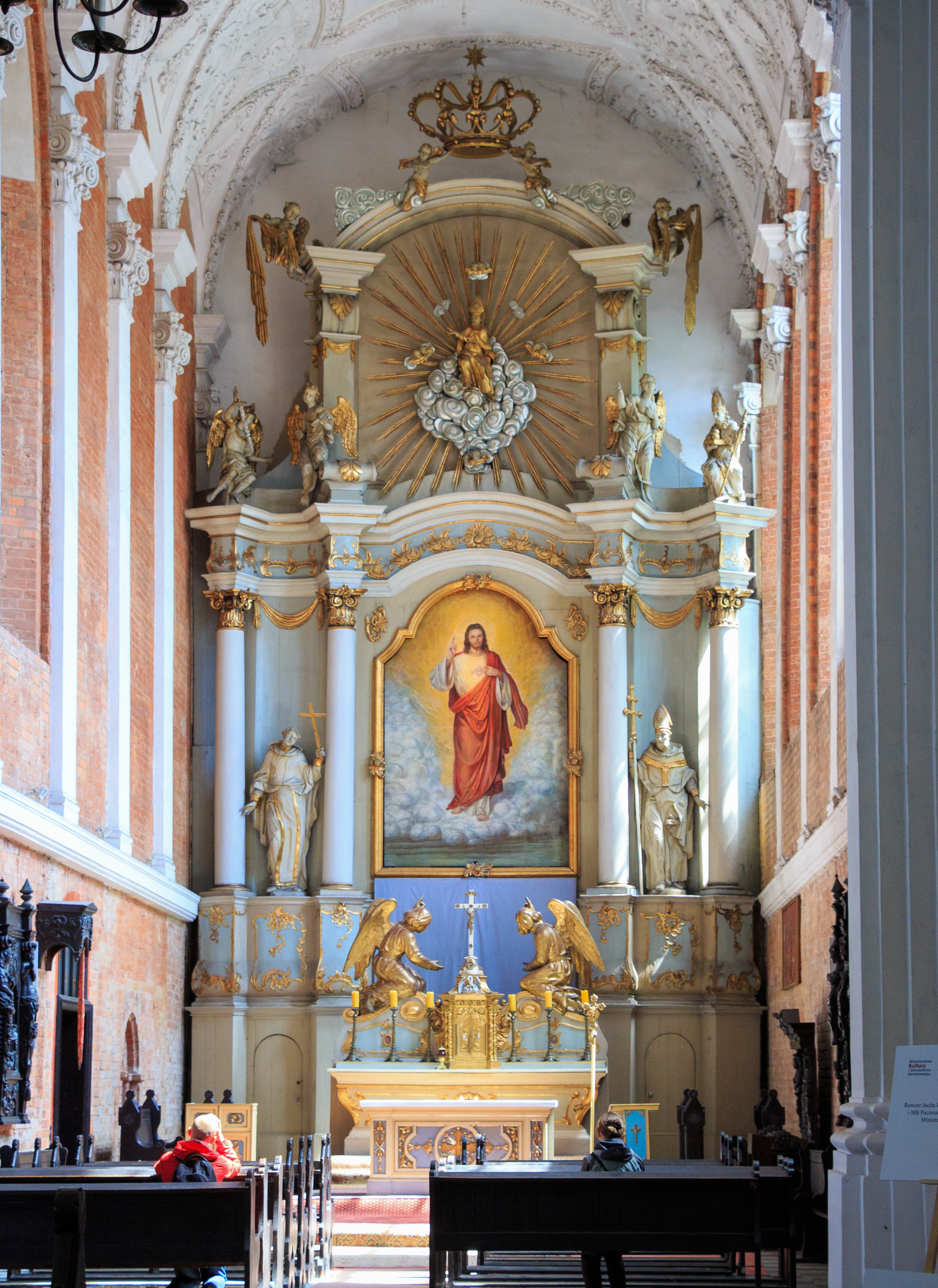
Innenraum

Die Jesuitenkirche (polnisch Kościół Najświętszego Serca Jezusowego i Matki Boskiej Pocieszenia) ist eine römisch-katholische Kirche in Posen, Polen.

## Geschichte und Architektur
Die Kirche wurde bis 1253 im gotischen Stil für die 1244 nach Posen gekommenen Dominikaner erbaut. 1698 wurde die Kirche durch eine Flut stark beschädigt und im Barockstil von Giovanni Catenazzi in den Jahren  1700 bis 1724 erneuert. 1814 wurde die Kirche durch einen Brand in Mitleidenschaft gezogen und später restauriert. 1920 wurde die Kirche den Jesuiten übergeben, von denen sie bis heute genutzt wird.